# أحمد عبد الغني الراوي
الشريف أحمد بن عبد الغني بن محمد الرّاوي (1890 - 1960) عالم مسلم ومحامي وشاعر عربي عراقي في القرن الرابع عشر الهجري/العشرين الميلادي. ولد في عنة بالأنبار وتعلم فيها القرآن والكتابة، ثم دخل المدرسة الرشدية العسكرية ودرس فيها ثلاث سنوات. عيّن للإفتاء والتدريس في قضاء الهندية في 1943. درس الحقوق بعد تأسيس المملكة العراقية في 1921 وعيّن مدرساً في جامعة آل البيت، ثم نائباً عن لواء الحلة في المجلس النيابي في 1928، مارس محاماة قبله وبعده. توفي في بغداد. له أشعار.

## سيرته
هو الشريف/السيّد أحمد بن عبد الغني بن محمد بن حسين بن عبد اللطيف بن أحمد بن عثمان بن حسن بن عبد الله الراوي، ولد في مدينة عنة بالأنبار سنة 1307 هـ/ 1890 م ونشأ بها على والده وكان مدرساً فقيهاً، فقرأ القرآن وتعلم الكتابة، ثم دخل المدرسة الرُّشدية العسكرية وبقي فيها إلى الصف الثالث وتخرج فيها. حضر حلقات الدرس على أساتذة عصره فأخذ العربية وسائر العلوم الإسلامية وأجيز منهم. وبعد تأسيس المملكة العراقية في 1921 عين مدرساً في جامعة آل البيت لتدريس علوم البلاغة. وفي عام 1928 عيّن نائباً عن لواء الحلة في المجلس النيابي. مارس المحاماة سنة 1934 وفي نفس عام عين للإفتاء والتدريس في قضاء الهندية ومنها إنتقل إلى بدرة، ثم عين عضواً في مجلس التمييز الشرعي السني ببغداد في 16 يوليو 1936 واستقال في 2 نوفمبر 1937. ومارس المحاماة ثانية وعين في التدوين القانوني عام 1946 ثم أحيل على التقاعد في 1947.
توفي في بغداد سنة 1382 هـ/ 1962 م ودفن بها.

## آثاره
له مقالات في شتى المواضيع نشرت له الصحف وله شعر وصف «رائق يدل على نبوغة وجولات فكره» في «مختلف المواضيع والمناسبات.»